# Pavetta parvifolia
Pavetta parvifolia är en måreväxtart som beskrevs av António José Rodrigo Vidal. Pavetta parvifolia ingår i släktet Pavetta och familjen måreväxter. Inga underarter finns listade i Catalogue of Life.